# Dorsale di Gakkel

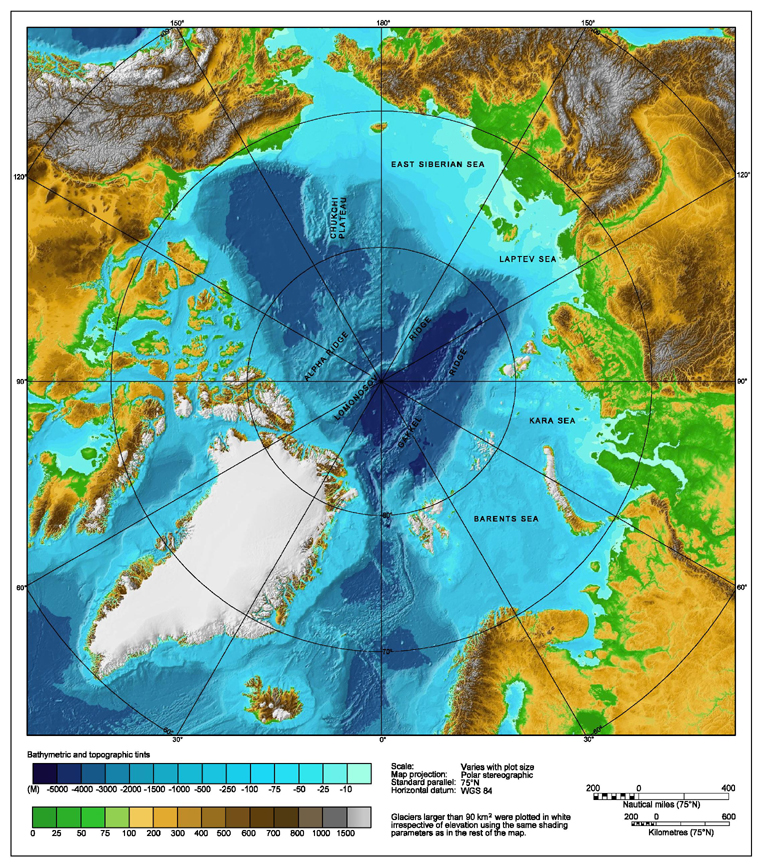
Mappa batimetrica e topografica dell'Artico

La dorsale di Gakkel (in inglese Gakkel Ridge), già conosciuta come cordigliera di Nansen, è una dorsale oceanica che costituisce il prolungamento, sotto i ghiacci del Polo Nord, della dorsale medio atlantica. Lunga più di 1600 chilometri, divide in due il mar Glaciale Artico.
La dorsale è la linea di separazione tra le due grandi placche continentali, quella nordamericana e quella euroasiatica.
Delle dorsali medio-oceaniche è quella situata a più grande profondità (tra i 3 e 5 000 metri).
È chiamata Gakkel dal nome del suo scopritore, l'esploratore russo Jakov Jakovlevič Gakkel (1901-1965).